# فاروق إسماعيلوف
فاروق إسماعيلوف (بالأذرية: Fərrux İsmayılov)‏ هو لاعب كرة قدم أذربيجاني في مركز الهجوم، ولد في 30 أغسطس 1978 في جمهورية أذربيجان الاشتراكية السوفيتية في الاتحاد السوفيتي. شارك مع منتخب أذربيجان لكرة القدم. أما مع النوادي، فقد لعب مع نادي باكو ونادي صنعت نفط عبادان ونادي فولين لوتسك ونادي قبله ونادي قره باغ ونادي نيفتشي باكو.

## وصلات خارجية
- فاروق إسماعيلوف على موقع الاتحاد الأوربي (الإنجليزية)
- فاروق إسماعيلوف على موقع اتحاد أوكرانيا (الإنجليزية)
- فاروق إسماعيلوف على موقع قاعدة بيانات كرة القدم.إي يو (الإنجليزية)
- فاروق إسماعيلوف على موقع ناشيونال فوتبول تيمز (الإنجليزية)